# 泗湖山镇
泗湖山镇，是中华人民共和国湖南省益阳市沅江市下辖的一个乡镇级行政单位。

## 行政区划
泗湖山镇下辖以下地区：
锹板嘴社区、泗湖山村、朱冯村、牛尾托村、群益村、坪塘岭村、北港村、南竹脑村、洞庭红村、重华村、华星村、石子埂村、和平村、东福村、两鲜村、双东村、中和村、净下洲村和双华村。